# Bøge-familien
Bøge-familien (Fagaceae) er en familie med 7 slægter og 670 arter, der er udbredt i de kolde, tempererede og subtropiske egne. Det er stedsegrønne eller løvfældende træer eller sjældnere: buske. De stilkede blade sidder skruestillet. Bladene er hele med glat, tandet eller dybere indskåret rand. Blomsterne er samlet i rakler, der enten består af rent hunlige eller rent hanlige blomster. Begge slags findes dog på samme plante. Frugterne er nødder, der sidder 3 sammen i en skål. Derfor kaldtes familien tidligere for Skålfrugt-familien.
Her beskrives kun slægter, der er repræsenteret ved arter, som vokser vildt i Danmark, eller som bliver dyrket her.
| Slægter |

- Bøg (Fagus)
- Castanopsis
- Chrysolepis
- Eg (Quercus)
- Garvebarkeg (Lithocarpus)
- Kastanje (Castanea)
- Trigonobalanus[1]

Note
1. ↑  Germplasn Resources Information Network: Genera of Fagaceae Arkiveret 8. november 2004 hos  Wayback Machine (engelsk)

## Eksterne kilder
Fagaceae på Curlie (som bygger videre på Open Directory Project) 